# Amor es más laberinto

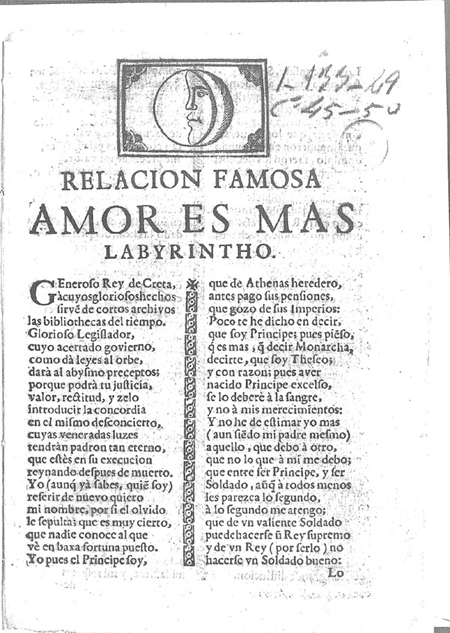
Portada de una edición dieciochesca de Amor es más laberinto, impresa en Córdoba.

Amor es más laberinto es, junto a Los empeños de una casa y La segunda Celestina, una de las tres obras dramáticas de Sor Juana Inés de la Cruz. Se estrenó el 11 de enero de 1689, durante las celebraciones por la asunción al virreinato de Gaspar de la Cerda y Mendoza. Fue escrita en colaboración con fray Juan de Guevara, amigo de la poetisa, quien solamente escribió la segunda jornada del festejo teatral. Ezequiel A. Chávez en su Ensayo de psicología, menciona, sin embargo, a Francisco Fernández del Castillo como coautor de esta comedia.
El argumento retoma un tema muy conocido de la mitología griega: Teseo, héroe de la isla de Creta, lucha contra el Minotauro y despierta el amor de Ariadna y Fedra. Teseo es concebido por Sor Juana como el arquetipo del héroe barroco, modelo empleado también por su compatriota Juan Ruiz de Alarcón. Al triunfar sobre el Minotauro, no se ensoberbece, sino que reconoce su humildad.

## Sinopsis
Minos, rey de Creta, desea vengar la muerte de su hijo Androgeo y obliga a la ciudad de Atenas a pagarle en tributo, durante nueve años, siete hombres y siete mujeres jóvenes, a los que encerrará en un laberinto dominado por el Minotauro. Según la versión de la leyenda que prefiere Sor Juana, el príncipe Teseo fue enviado al laberinto de Creta, donde se enamora de la princesa Fedra, quien le corresponde. Sin embargo, la otra hija de Minos, Ariadna, será quien libere al héroe. Toda la trama se complica debido a varios enredos, lo que en opinión de Alberto Salceda es «fábula y personajes mitológicos han sido transportados al mundo de capa y espada». Las infantas persiguen el mismo objetivo, aunque cada una tiene maneras diferentes de conseguirlo.
Ariadna inventa tretas sofisticadas para separar a Teseo de Fedra, mientras que esta es resignada ante la pérdida de su amado. Los personajes centrales del enredo —Teseo, Ariadna y Fedra— forman un triángulo amoroso que se complica ante la presencia de Baco y Lidoro, pretendientes de las infantas. Sin embargo, dos personajes femeninos compitiendo por el héroe es el tema central de esta comedia.

## Análisis y estilo

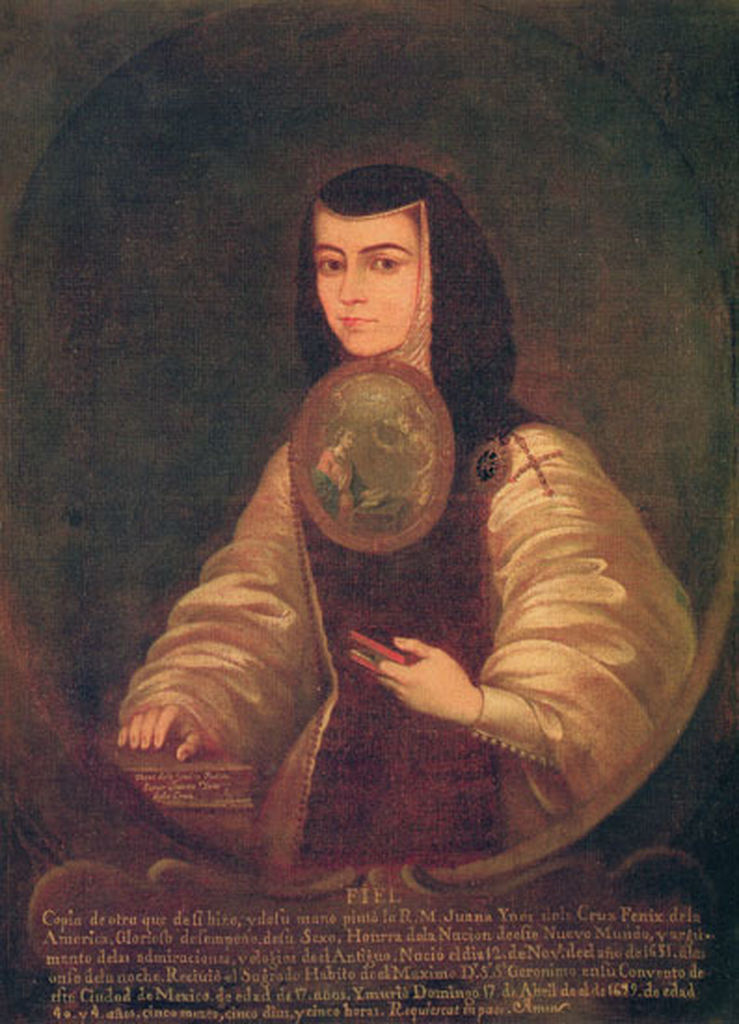
Retrato de Sor Juana, por Fray Miguel de Herrera.

La comedia está precedida por una Loa a los años del excelentísimo señor conde de Galve, composición llena de alegorías e hipérboles en las que Sor Juana exalta al nuevo virrey y a su antecesor, Melchor Portocarrero Lasso de la Vega. Los interlocutores de la loa son el Invierno, el Estío, el Otoño, la Edad y dos coros de música. De dos acontecimientos se sirvió la monja para «glorificar» al virrey y —a la vez— mostrarle las grandes expectativas sobre su persona: la dedicación al dios Jano del mes de enero y la restauración de la República romana por Octavio en enero del año 27, misma fecha en que se le otorgó el título de Augusto.
Amor es más laberinto está marcada por la influencia del teatro cortesano de Felipe IV, especialmente por Pedro Calderón de la Barca. Fue concebida originalmente para honrar al flamante virrey, por lo que abundan las alusiones a su persona. En opinión de algunos estudiosos, el Minotauro representa al déspota y cruel antecesor del nuevo gobernante, mientras que el justo y honesto Teseo es, para Sor Juana, una personificación de don Gaspar.
Todos los conflictos laberínticos de la obra suceden en un mismo escenario cerrado —el palacio real—, como también ocurre en la comedia de Los empeños de una casa. Es una de las obras menos estudiadas y valoradas de Sor Juana. La mayoría de los estudiosos la suponen una reproducción casi exacta de los temas y valores de Los empeños de una casa, cuya única variación sería el estar ubicada en un escenario mitológico.
Para Ezequiel Chávez, el discurso de Teseo en la tercera escena de la primera jornada representa «el triunfo del mérito y el esfuerzo», en tanto que Octavio Paz lo considera como el eje central de la comedia sorjuanina, pues contiene interesantes disquisiciones sobre el origen del Estado y la condición de los estratos sociales. La modernidad de Teseo consiste en ubicar el valor por encima de la nobleza, y guiarse por esa actitud a lo largo de la trama. Es un tema insólito y nunca antes tratado en un festejo cortesano, cuyas raíces se hallan en la filosofía neotomista, seguida por Sor Juana.
La estatura moral de Teseo se eleva después de su discurso, frente al menoscabo de la figura real. Toda esa tensión dramática fue concebida por la monja como un medio para burlarse del monarca y para incorporar sus propias concepciones sobre ambas figuras mitológicas. Para Beatriz Garza Cuarón, toda la función teatral, incluida la loa y las complicaciones laberínticas de la comedia, tienen un mensaje muy claro: Sor Juana pretendió aconsejar, de un modo en cierto sentido temerario, al nuevo virrey en asuntos de gobierno, a través de alusiones e indirectas en todo el festejo.
El verso predominante es el octosílabo, seguido por la quintilla y el romance. Como se sabe que la segunda jornada no es obra de Sor Juana, esta parte de la obra presenta varias particularidades estilísticas, como pasajes más cortos y uso de términos poco comunes en el vocabulario sorjuanino.
Algunas influencias que se supone pudo haber tenido Sor Juana al momento de componer Amor es más laberinto, además del ya mencionado Calderón de la Barca, son Agustín Moreto y Francisco Rojas Zorrilla. Elegir al enemigo, de Agustín de Salazar, presenta varias semejanzas con la obra de la monja: los personajes, su manera de actuar, y el discurso argumental que constituye el centro de toda la pieza.

## Ediciones

### Ediciones antiguas
- AMOR ES LABYRINTO. / COMEDIA / FAMOSA, / DEL FENIX DE LA NVEVA ESPAÑA / Sor Juana Inès de la Cruz./ Sevilla, Imprenta de Diego López de Haro, 1725.[24]

### Ediciones modernas

#### Ediciones en obras completas y compilaciones
- Obras completas, cuatro tomos, edición y notas de Alfonso Méndez Plancarte, México, Fondo de Cultura Económica, 1951-1957. Reedición del primer tomo, Lírica Personal, a cargo de Antonio Alatorre, 2009. Amor es más laberinto se incluye en el tomo IV «Prosa (y fama)».
- Obras completas, prólogo y edición de Francisco Monterde, México, Porrúa, 1989.
- Amor es más laberinto y otros poemas, edición de Germán Dehesa y Margo Glantz, Buenos Aires, IMPSAT, 1998.[25]

#### Ediciones sueltas
- Amor es más laberinto, Alexandria, Alexander Street Press, 2007.[26]
- Amor es más laberinto, Madrid, Linkgua, 2008.[27]
- Los empeños de una casa / Amor es más laberinto, edición, introducción y notas de Celsa Carmen García Valdés, Madrid, Cátedra, 2010.[28]